# Decision Day
Decision Day es el decimoquinto álbum de la banda alemana de thrash metal, Sodom. 
Se lanzó al mercado el 26 de agosto de 2016 por Steamhammer Records.

## Lista de canciones
Todas las canciones escritas y compuestas por Sodom. 
| N.º   | Título               | Duración |  |
| 1.    | «In Retribution»     | 6:14     |  |
| 2.    | «Rolling Thunder»    | 4:22     |  |
| 3.    | «Decision Day»       | 4:03     |  |
| 4.    | «Caligula»           | 4:01     |  |
| 5.    | «Who Is God?»        | 4:35     |  |
| 6.    | «Strange Lost World» | 4:59     |  |
| 7.    | «Vaginal Born Evil»  | 5:15     |  |
| 8.    | «Belligerence»       | 4:00     |  |
| 9.    | «Blood Lions»        | 3:17     |  |
| 10.   | «Sacred Warpath»     | 5:34     |  |
| 11.   | «Refused To Die»     | 4:27     |  |
| 51:13 |                      |          |  |

| Pistas incluidas en el Deluxe Edition |                      |          |  |
| N.º                                   | Título               | Duración |  |
| 12.                                   | «Predatory Instinct» | 4:44     |  |

- Datos: Q24807021